# Molineria oligantha
Molineria oligantha là một loài thực vật có hoa trong họ Hypoxidaceae. Loài này được C.E.C.Fisch. mô tả khoa học đầu tiên năm 1932.